# Anne Consigny

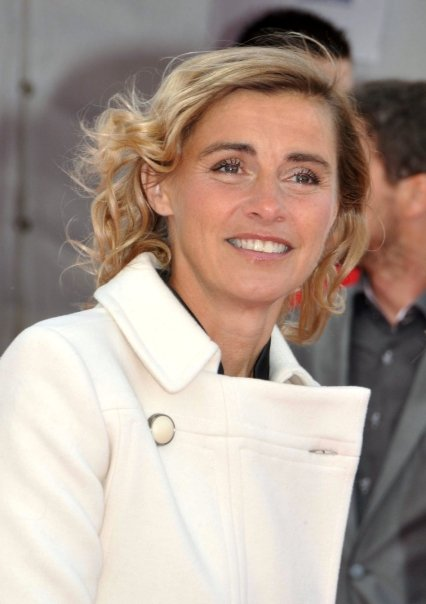
Anne Consigny (2009)

Anne Consigny (* 25. Mai 1963 in Alençon; eigentlich Marie Consigny) ist eine französische Schauspielerin.

## Leben und Karriere
Anne Consigny, deren Vater Ende der 1960er Jahre Kabinettsdirektor des französischen Premierministers Maurice Couve de Murville war, begann ihre Schauspielkarriere 1980 in Paris unter der Regie von Peter Brook in einer auch für das Fernsehen aufgezeichneten Inszenierung von Tschechows Stück Der Kirschgarten am Théâtre des Bouffes du Nord. Von 1982 bis 1984 spielte sie an der Comédie-Française.
Ihr Filmdebüt markierte 1981 der von dem Modedesigner Kenzō Takada inszenierte japanische Film Yume, yume no ato (Rêves après rêves), in dem sie mit Anicée Alvina zu sehen war. Ihre erste wichtige Rolle hatte sie 1985 in einer portugiesischen Verfilmung von Paul Claudels Drama Der seidene Schuh als Maria Siebenschwert unter der Regie von Manoel de Oliveira.
In den folgenden Jahren spielte Anne Consigny in erster Linie am Theater und hatte einige wenige Auftritte im Fernsehen. 1993 war sie in Benoît Jacquots Dokumentarfilm La Place Royal über eine Aufführung von Pierre Corneilles gleichnamiger Komödie am Théâtre de la Commune in Aubervilliers zu sehen. 2002 erhielt sie eine Nominierung für den Theaterpreis Molière als beste Nebendarstellerin in der Bühnenkomödie Théâtre Sans Animaux. Ab dem Jahr 2002 spielte sie auch häufiger Nebenrollen in Kino- und Fernsehfilmen, so in Isabelle Nantys Komödie Le Bison (et sa voisine Dorine), in Philippe Liorets Drama Die Frau des Leuchtturmwärters sowie in dem Krimi 36 tödliche Rivalen mit Daniel Auteuil und Gérard Depardieu.
Im Jahr 2006 brachte ihr die weibliche Hauptrolle in der Komödie Man muss mich nicht lieben eine César-Nominierung in der Kategorie Beste Hauptdarstellerin ein. Im selben Jahr erzielte die Miniserie L’État de Grace, in der sie die erste französische Staatspräsidentin verkörperte, nur enttäuschende Quoten für den ausstrahlenden Sender France 2. 2007 war Anne Consigny dann in dem Drama Anna M. und in Julian Schnabels preisgekröntem biografischen Film Schmetterling und Taucherglocke zu sehen. Eine weitere César-Nominierung erhielt sie 2010 für ihre Nebenrolle in Lucas Belvaux’ Entführungsthriller Rapt. 2009 spielte Consigny in Alain Resnais’ Film Vorsicht Sehnsucht an der Seite von André Dussollier und Sabine Azéma. Wiederum eine Hauptrolle hatte sie in dem modernen Beziehungsepos E-Love, wo sie als „fast 50-Jährige“ (so bezeichnet sie sich in dem Film immer wieder selbst) auf der Suche nach einem neuen „Mann fürs Leben“ zunächst eher widerwillig, dann aber immer experimentierfreudiger Internetbekanntschaften „abarbeitet“. Von 2012 bis 2015 spielte sie in der Serie Les Revenants mit, einer Mysteryserie, in der sie die Mutter eines wiederauferstandenen Mädchens verkörperte.

## Filmografie (Auswahl)
- 1981: Yume, yume no ato (Rêves après rêves)
- 1985: Der seidene Schuh (O Sapato de Cetim)
- 2004: Die Frau des Leuchtturmwärters (L’équipier)
- 2004: 36 tödliche Rivalen (36 Quai des Orfèvres)
- 2006: Man muss mich nicht lieben (Je ne suis pas là pour être aimé)
- 2006: L’état de Grace (Miniserie)
- 2007: Anna M.
- 2007: Schmetterling und Taucherglocke (Le scaphandre et le papillon)
- 2008: Largo Winch – Tödliches Erbe (Largo Winch)
- 2008: Ein Weihnachtsmärchen (Un conte de Noël)
- 2008: Public Enemy No. 1 – Todestrieb (L'ennemi public n°1)
- 2009: Triff die Elisabeths! (La première étoile)
- 2009: John Rabe
- 2009: Le dernier pour la route
- 2009: Lösegeld (Rapt)
- 2009: Vorsicht Sehnsucht (Les herbes folles)
- 2011: E-Love
- 2012–2015: The Returned (Les Revenants, Fernsehserie Fernsehserie, 16 Folgen)
- 2012: Ihr werdet euch noch wundern (Vous n’avez encore rien vu)
- 2013: 12 ans d’âge
- 2014: 96 heures
- 2016: History’s Future
- 2016: Elle
- 2016: 7 Minutes (7 minuti)
- 2017: La deuxième étoile
- 2017: Agatha Christie: Mörderische Spiele (Les Petits Meurtres d’Agatha Christie, Fernsehserie, Folge 2x18)
- 2018: Abdel et la comtesse
- 2018: Van Gogh – An der Schwelle zur Ewigkeit (At Eternity‘s Gate)
- 2018–2021: Hippocrate (Fernsehserie, 15 Folgen)
- 2019: Madre
- 2019: Das Mädchen mit den blauen Augen (Un avion sans elle, Fernsehserie, 4 Folgen)
- 2020: Trigonometrya (Fernsehserie, 2 Folgen)
- 2021: Gloria (Fernsehserie, 6 Folgen)
- 2021: Permis de construire
- 2023: La petite
- 2024: Un homme en fuite
- 2024: La Maison (Fernsehserie, 10 Folgen)